# Maldición eterna a quien lea estas páginas
Maldición eterna a quien lea estas páginas es la sexta novela del escritor argentino Manuel Puig. Fue publicada por la editorial española Seix Barral en 1980. Puig escribió la novela inspirado en sus últimos años en Nueva York. También tiene muchos de los motivos favoritos de Puig, incluida la sexualidad y la política revolucionaria de izquierda.

## Contexto
Respecto a la concepción de esta novela, Puig declaró que la idea surgió después de conocer a un nadador de la Gran Manzana e intercambiar correspondencia con él.

## Sinopsis
Narra la historia de cómo Larry cuida del señor Ramírez en un hospital de Nueva York. El primero es un profesor de historia estadounidense de treinta y seis años que se ha divorciado y no puede olvidar a su exmujer. El segundo, un escritor argentino de setenta y cuatro años, ex-preso político que, tras una terrible tragedia, no puede y, en parte, no desea recordar lo que vivió en su país natal.
Aparentemente, la novela fue escrita simultáneamente en español e inglés. Aunque no hay estudios fehacientes al respecto, se supone que la versión original del texto fue en inglés.